# Beuno
Beuno (anche Beunor, Benno o Bennow; Powys, VI secolo – Clynnog Fawr, 21 aprile 640) è stato un abate gallese, diede un grande contributo all'evangelizzazione della regione, fondò l'abbazia di Clynnog Fawr, nel regno di Gwynedd, sulla penisola di Llŷn, dove visse gran parte della sua vita e morì. È venerato come santo sia dalla Chiesa ortodossa che da quella Chiesa cattolica che da quella anglicana.

## Agiografia
Era figlio di Beugi e nipote di un principe del regno di Powys. Fra i suoi antenati si annovera anche il leggendario Re Artù.
Dopo l'istruzione e l'ordinazione nel monastero di Bangor-on-Dee nel nord-est del Galles, divenne un attivo missionario; Cadfan, re di Gwynedd, fu il suo generoso benefattore. Cadfan Cadwallon, suo figlio e successore, tolse a Beuno alcuni terreni donati dal padre e, quando il santo chiese giustizia, gliela negò. Allora il cugino Gwyddaint Cadwallon, a titolo di risarcimento, diede a Dio e Beuno per sempre la sua borgata di Clynnog Fawr nella penisola di Llŷn, (Carnavonshire), dove il santo fondò un'abbazia divenuta famosa. 

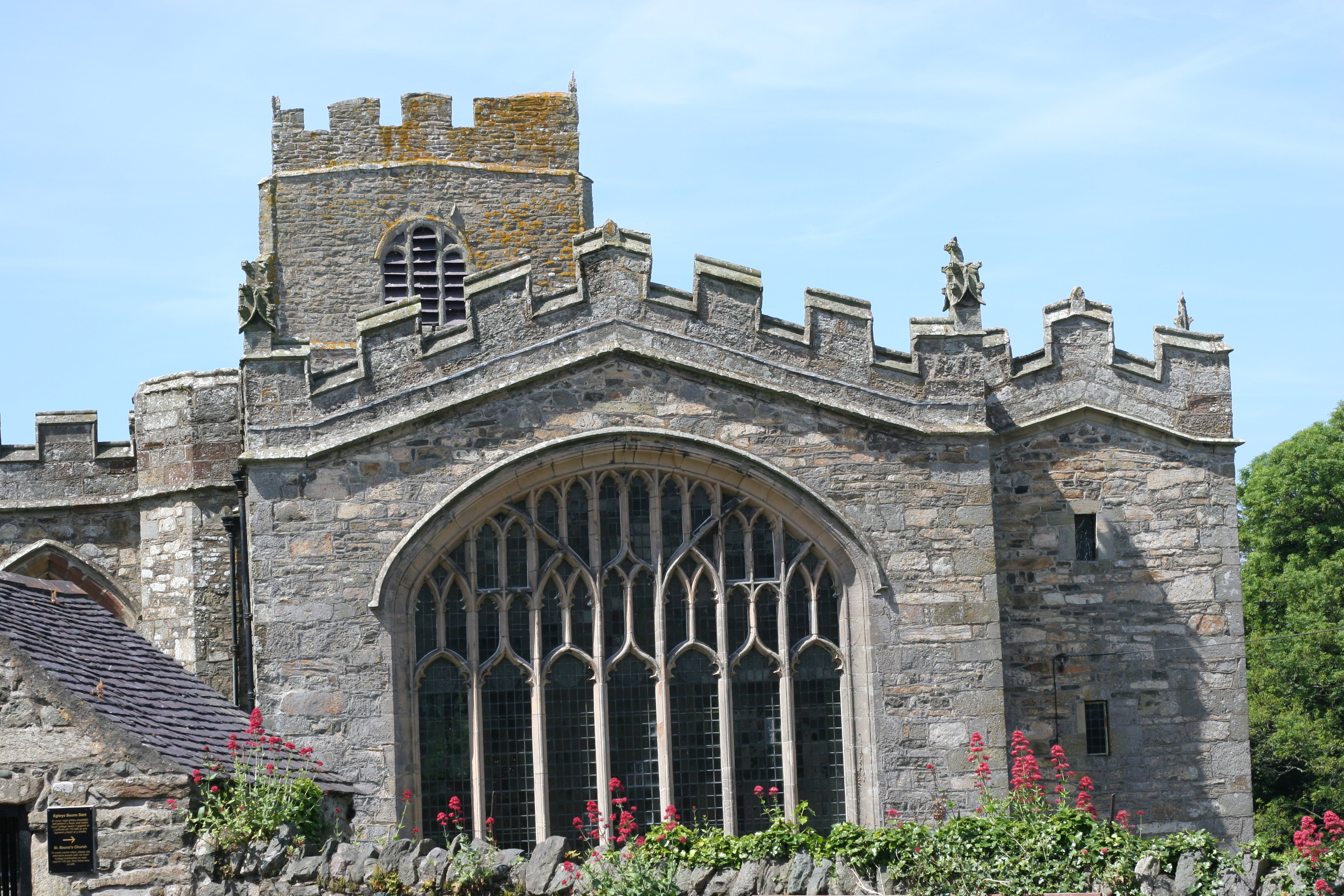
Chiesa di San Beuno, Clynnog Fawr

Beuno divenne il tutore della nipote, la vergine Santa Gwenfrewi, alla quale ridiede miracolosamente la vita dopo che era stata decapitata dal suo spasimante Caradog di Hawarden. Fu implacabile con i peccatori incalliti, ma pieno di compassione per quelli in difficoltà. Prima della sua morte a Clynnog, avvenuta il settimo giorno dopo Pasqua, ebbe una visione meravigliosa.

## Culto
Il Martirologio romano fissa la memoria liturgica il 21 aprile.
Nel Galles sono state dedicate a lui ben undici chiese che testimoniano tuttora l'importanza della sua azione missionaria. Nelle raffigurazioni artistiche viene rappresentato nell'atto di rimettere sul collo la testa di Santa Gwenfrewi.